# Pancheria gatopensis
Pancheria gatopensis är en tvåhjärtbladig växtart som beskrevs av Eugène Vieillard och André Guillaumin. Pancheria gatopensis ingår i släktet Pancheria och familjen Cunoniaceae. Inga underarter finns listade i Catalogue of Life.